# Tứ đại khấu

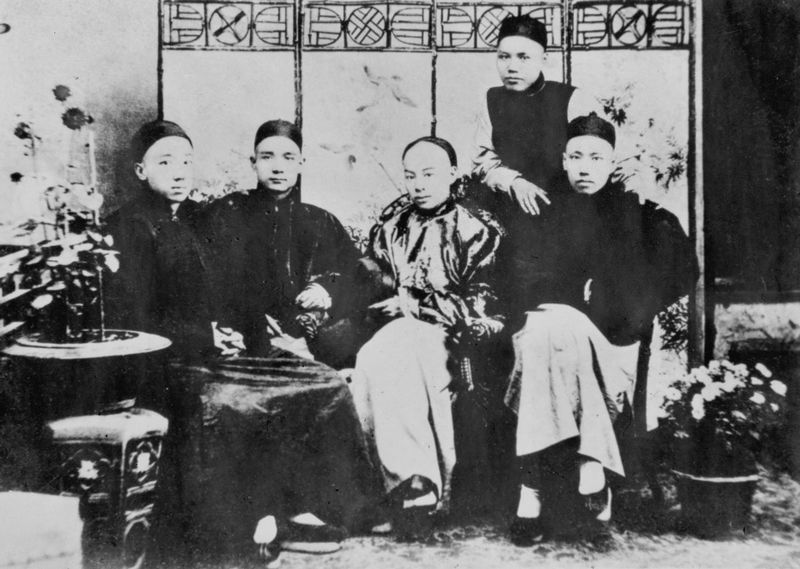
Ảnh chụp Tứ đại khấu tại Đại học Y khoa Hồng Kông dành cho người Hoa (từ trái sang phải: Dương Hạc Linh, Tôn Dật Tiên, Trần Thiếu Bạch và Uông Liệt). Người đứng là Quan Cảnh Lương, người duy nhất không thuộc Tứ đại khấu. Ảnh chụp vào khoảng năm 1888.

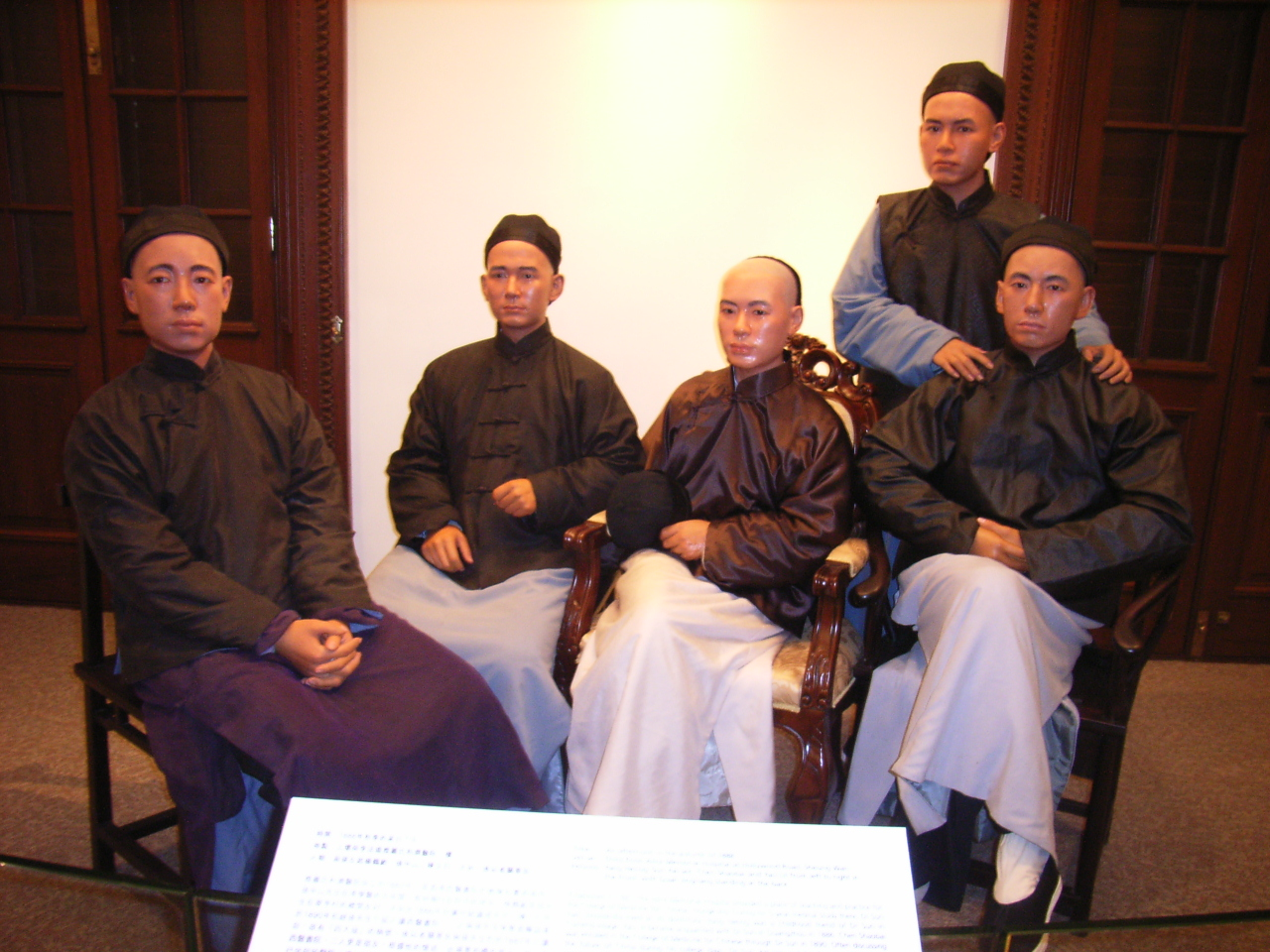
Tượng sáp của Tứ đại khấu tại Bảo tàng Tôn Trung Sơn tại Hongkong.

Tứ đại khấu (tiếng Trung: 四大寇, chuyển nghĩa: Bốn tên giặc) là một biệt hiệu được đặt cho một nhóm 4 nhà cách mạng trẻ người Trung Quốc cuối thế kỷ XIX là Dương Hạc Linh, Tôn Dật Tiên, Trần Thiếu Bạch và Uông Liệt.
Các thành viên của Tứ đại khấu thường hội họp tại cửa hiệu của gia đình Dương Hạc Linh là Dương Diệu Ký (楊耀記), nằm ở số 24 Gough Street, Trung Hoàn, Hồng Kông để bàn luận về chính trị. Nhóm thường thể hiện quan điểm lật đổ nhà Thanh, đánh đuổi người Mãn, chủ trương cách mạng, cổ súy cho nền cộng hòa. Do chủ trương chống Thanh mạnh mẽ, khi đề cập đến 4 người Tôn, Trần, Uông, Dương, những người ủng hộ triều đình nhà Thanh thường gọi họ bằng biệt danh "Tứ đại khấu".
Những ý tưởng chính trị ban đầu của nhóm dần hình thành nền tảng tư tưởng chính trị chủ đạo của Tôn Trung Sơn, một thành viên của Tứ đại khấu, người về sau trở thành nhà lãnh đạo của Trung Quốc Đồng minh Hội và là Đại tổng thống lâm thời Trung Hoa Dân Quốc. Những thành viên còn lại, bằng nhiều con đường khác nhau, đều là tích cực tham gia hoặc ủng hộ cho cách mạng Trung Quốc. Năm 1921, khi Tôn kiến lập Quảng Châu quân chính phủ, thường cùng 3 người Dương, Trần, Uông, đến Văn Lan Các, núi Quan Âm (nay là núi Việt Tú), Quảng Châu, để gặp gỡ. Tôn cũng cho tu sửa Văn Lan Các và cho để 3 chữ "Tứ khấu lâu" để kỷ niệm thời kỳ Tứ đại khấu sinh hoạt chính trị tại Dương Diệu Ký.

## Hình ảnh

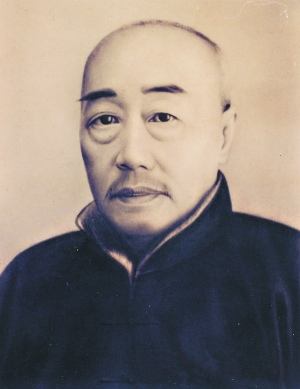
Dương Hạc Linh
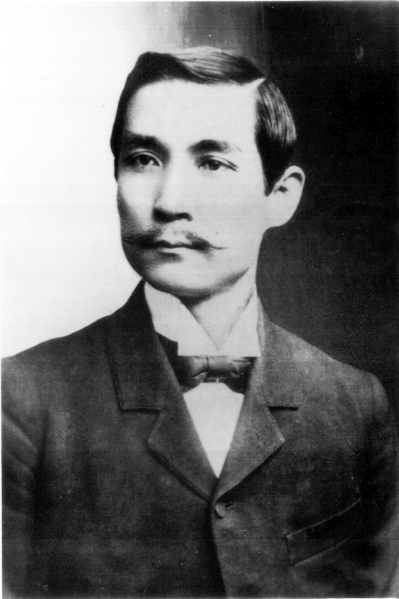
Tôn Trung Sơn
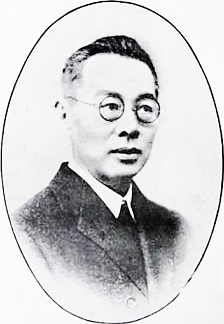
Trần Thiếu Bạch
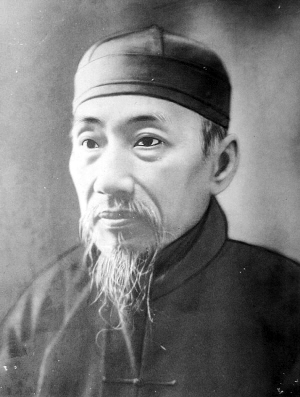
Uông Liệt